# Seth Howander
Seth Simon Oscar Howander (Uppsala, 1892. október 6. – Solna község, 1981. szeptember 4.) svéd olimpikon jégkorongozó kapus, labdarúgó, bandyjátékos.
Először olimpián az 1920-as nyárin vett részt a svéd jégkorongcsapatban. Első mérkőzésükön, ami a negyeddöntő volt, a belga csapatot verték 8–0-ra. Az elődöntőben a franciákat verték 4–0-ra. A döntőben kikaptak a kanadaiaktól 12–1-re. A lebonyolítás érdekessége, hogy ezután nem kapták meg az ezüstérmet, hanem még játszaniuk kellett érte. Így az ezüstmérkőzésen az amerikaiaktól 7–0-ra kikaptak. Ezután már a bronzéremért kellett játszaniuk egy mérkőzést, amin a svájci csapatot verték 4–0-ra. A bronzmérkőzésen viszont kikaptak a csehszlovákoktól, és így a 4. helyen zártak.
Jéglabdában svéd bajnok.